# Nuoto di fondo ai campionati europei di nuoto 2018 - 5 km femminili
La gara dei 5 km in acque libere femminile si è svolta la mattina dell'8 agosto 2018 e vi hanno partecipato 18 atlete.

## Medaglie
| Posizione | Atleta                | Paese       |
| --------- | --------------------- | ----------- |
| Oro       | Sharon van Rouwendaal | Paesi Bassi |
| Argento   | Leonie Beck           | Germania    |
| Bronzo    | Rachele Bruni         | Italia      |

## Risultati
| Pos. | Atleta                | Nazionalità   | Tempo     |
| ---- | --------------------- | ------------- | --------- |
|      | Sharon van Rouwendaal | Paesi Bassi   | 56'01"0   |
|      | Leonie Beck           | Germania      | 56'17"8   |
|      | Rachele Bruni         | Italia        | 56'49"7   |
| 4    | Arianna Bridi         | Italia        | 56'58"8   |
| 5    | Kalliopi Araouzou     | Grecia        | 57'17"3   |
| 6    | Alena Benešová        | Rep. Ceca     | 57'21"1   |
| 7    | Martina De Memme      | Italia        | 57'24"4   |
| 8    | Lara Grangeon         | Francia       | 57'25"6   |
| 9    | Mariia Novikova       | Russia        | 57'25"8   |
| 10   | Océane Cassignol      | Francia       | 57'25"9   |
| 11   | Adeline Furst         | Francia       | 58'03"7   |
| 12   | Lea Boy               | Germania      | 58'04"0   |
| 13   | Polly Holden          | Gran Bretagna | 58'20"9   |
| 14   | Krystyna Panchishko   | Ucraina       | 58'22"9   |
| 15   | Špela Perše           | Slovenia      | 58'24"4   |
| 16   | Jeannette Spiwoks     | Germania      | 58'24"5   |
| 17   | Daria Kulik           | Russia        | 59'14"6   |
| 18   | Karolína Balážiková   | Slovacchia    | 1h02'52"4 |